# 青衣運動場
青衣運動場（せいいうんどうじょう、中国語: 青衣運動場、英語: Tsing Yi Sports Ground）は、香港の新界にある多目的スタジアムである。

## 概要
1996年に設立された。収容人数は1,500人。主にサッカーの試合に用いられる。2013年からは香港ファーストディビジョンリーグに所属する公民と日之泉JC晨曦がホームスタジアムとして使用している。

## 開場時間
試合のスケジュールがない限り、午前6時15分から午後10時30分まで毎日一般開放されている。毎週水曜日が整備日となっている。

## 交通アクセス
香港MTR東涌線及び機場快線の青衣駅より徒歩約1分。

## ギャラリー

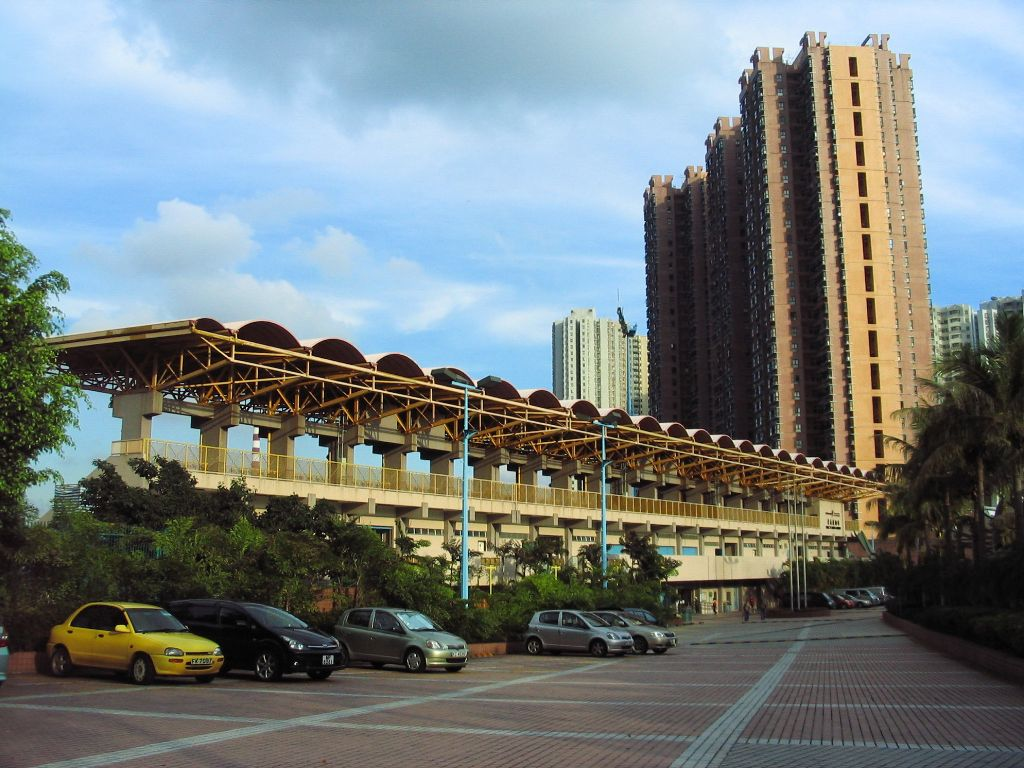
スタジアム入口の様子
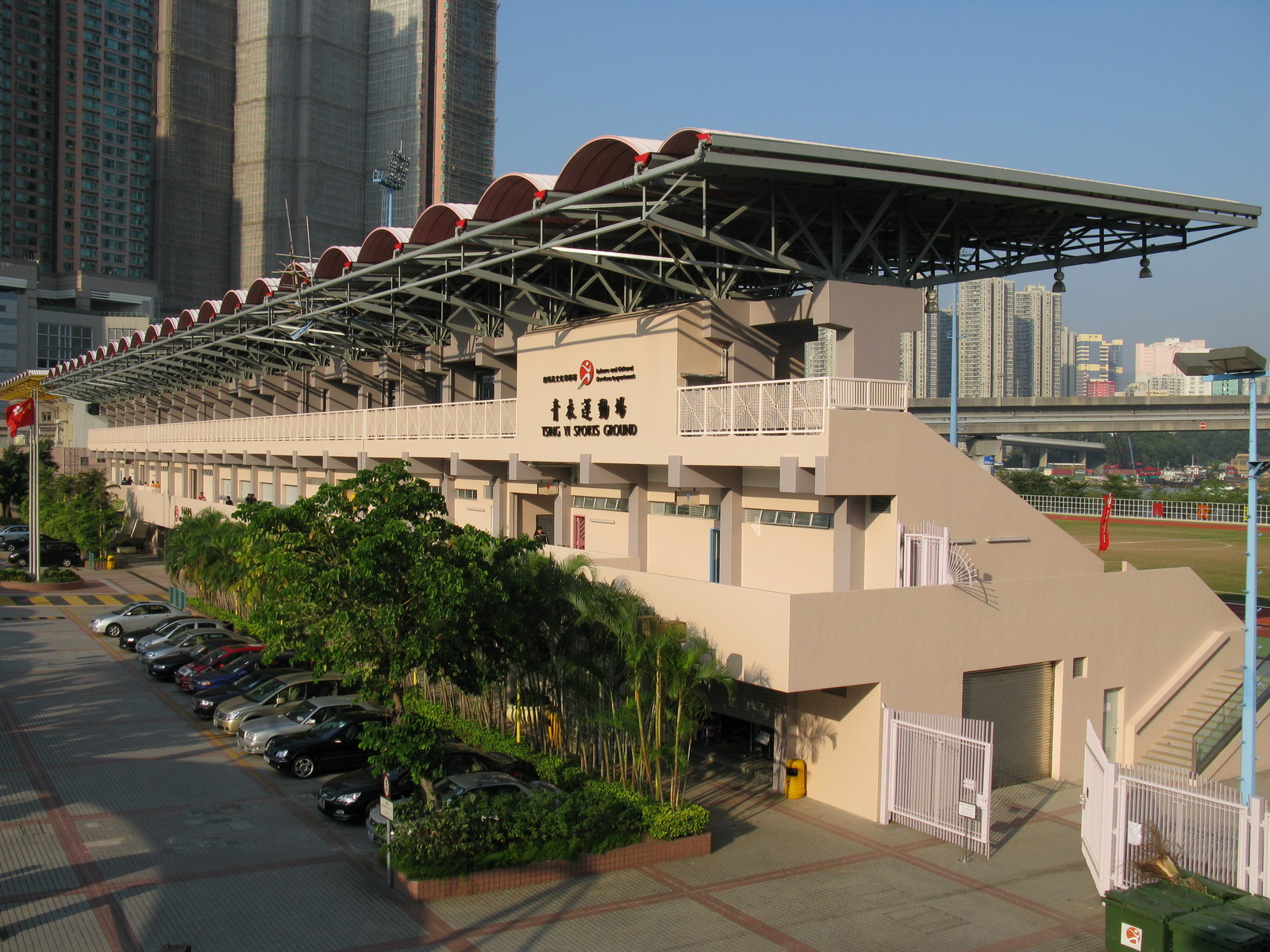
スタジアム入口の様子
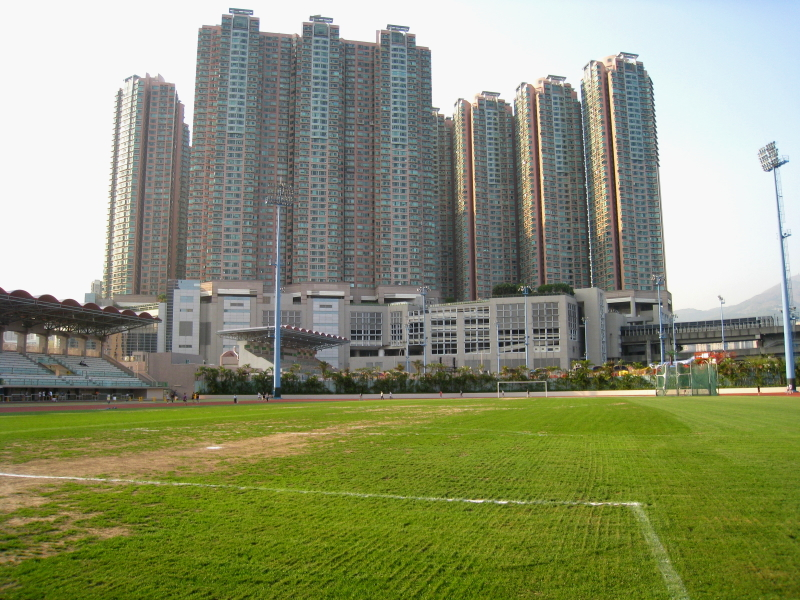
ピッチ上の様子